# TSV Malente
Der Turn- und Sportverein Malente von 1900 ist ein Sportverein aus der Gemeinde Malente in Schleswig-Holstein. Die erste Herrenmannschaft im Feldhandball gehörte 1956/57 für ein Jahr der damals erstklassigen Landesliga Schleswig-Holstein an.

## Handball
In der unmittelbaren Nachkriegszeit waren die Feldhandball-Herren innerhalb des damaligen Kreises Eutin zeitweise die zweitstärkste Kraft hinter dem VfL Bad Schwartau und erreichten 1956 zum ersten und einzigen Mal den Aufstieg in die höchste Landesspielklasse. Im Saisonverlauf, der unter anderem Duelle gegen den THW Kiel brachte, verpassten die Malenter jedoch mit zwei Punkten Rückstand auf den Hohner SV Eintracht den Klassenerhalt. In der Folgezeit fiel der TSV hinter den Lokalrivalen vom PSV Eutin zurück, schaffte jedoch 1959 noch einmal den Sprung in die – nach Einführung der Oberliga jedoch nur noch zweitklassige – Landesliga. Nach dem abermaligen Abstieg im Jahr 1960 verblieb der Verein anschließend dauerhaft auf den unteren Ligaebenen und sollte auch im Hallenhandball nicht mehr zu überregionalen Erfolgen kommen. Mit Horst Wiemann brachte die Jugendarbeit des Vereins in den 1970er Jahren den bekanntesten TSV-Spieler hervor, der mehrere Jahre für den THW Kiel und die SG Flensburg-Handewitt in der Handball-Bundesliga im Einsatz war.
Die Handballsparte war seit 1989 neben dem TSV Dörfergemeinschaft einer der beiden Stammvereine der SG Malente/Dörfergemeinschaft, ehe 2014 der Zusammenschluss mit Eutin 08 und der TS Riemann Eutin zur HSG Holsteinische Schweiz erfolgte.

## Weitere Sparten
Die Fußballer des TSV erreichten in den 1950er- und 1960er-Jahren mehrfach die jeweils dritthöchste Spielklasse, waren aber in ihrer Vereinsgeschichte hauptsächlich auf der unteren regionalen Ebene aktiv. Bekannte ehemalige Spieler und Trainer sind Tim Cassel, Lars Unger und Carsten Nemitz.
Darüber hinaus wurde der Verein ab 1953 drei Mal durch Helma Wiemann bei den Deutschen Leichtathletikmeisterschaften sowie in der Saison 2013/14 durch Hans-Jürgen Jähnke bei den Deutschen Seniorenmeisterschaften im Badminton vertreten.